# André Leroi-Gourhan
André Leroi-Gourhan (Parijs 25 augustus 1911 - aldaar, 19 februari 1986) was een Frans archeoloog, paleontoloog, paleoantropoloog die zich in de eerste plaats heeft beziggehouden met technologie en esthetica. Hij was een leerling van Marcel Mauss. Zelf zou zijn werk invloed hebben op een reeks Franse denkers, vaak filosofen, zoals Gilbert Simondon, Georges Canguilhem, Jacques Derrida en Bernard Stiegler.

## Denken
In boeken zoals L'Homme et la matière (1943), Milieu et techniques (1945) en later in La Geste et la Parole (1964-1965) werkt Leroi-Gourhan een vroege geschiedenis van de techniek uit. Hij introduceert hier het concept van 'technische tendens' (tendance technique) waarmee hij doelt op de autonome tendens die in de ontwikkeling van techniek zit, los van de concrete menselijke culturen (de 'etniciteit'). Techniek evolueert met andere woorden volgens een eigen logica die in de vroege stadia in alle culturen waar te nemen zijn: men gebruikt bijvoorbeeld overal scherpe stenen om dingen in stukken te snijden. De vorm van deze stenen kunnen wel variëren naargelang de culturele inkleuring. Zo'n inkleuring of invulling door een specifieke cultuur (of etnie) noemt Leroi-Gourhan dan een 'technisch feit' (fait technique).
Leroi-Gourhan kijkt naar menselijke groepen of culturen volgens het model van het levende organisme: een menselijke groep gaat zich afschermen van de externe omgeving via een reeks (technische) objecten dat kan opgevat worden als een soort membraan. Er moet met andere woorden een onderscheid worden gemaakt tussen het externe milieu, namelijk de geografie en het klimaat, en een interne omgeving, namelijk het gedeelde verleden en de gedeelde cultuur van een groep. Een technische tendens is in dit verband dan ook een beweging vanuit de interne omgeving naar de externe omgeving toe, die hierdoor wordt omgevormd tot een deel van de interne omgeving.
Cruciaal binnen de menselijke evolutie was, volgens Leroi-Gourhan, de transitie naar tweevoetigheid. Hierdoor kwamen enerzijds de handen van de mens vrij zodat hij dingen kon vastnemen en gebruiken, en anderzijds resulteerde dit in de ontwikkeling van cortex cerebri, waardoor de mens ook taal kon ontwikkelen. De mens is dan ook te onderscheiden van de dieren omdat hij, hierdoor, technische instrumenten kon gebruiken en ontwikkelen. De mens beschikt dus over een derde vorm van geheugen, namelijk het technische geheugen (naast het 'genetische geheugen' in het DNA en het individuele geheugen van het zenuwstelsel).
Het werk van Leroi-Gourhan is in de 20e eeuw door een reeks invloedrijke Franse denkers aangehaald en besproken. Zo bediscussieert Jacques Derrida Leroi-Gourhan in De la grammatologie (1967) en baseert hij deels zijn concept van différance hierop. Leroi-Gourhan wordt ook meermaals geciteerd in het werk van Georges Canguilhem, maar ook in L'Anti-Oedipe (1972) van Gilles Deleuze en Félix Guattari. Vanaf de jaren 90 heeft ook Bernard Stiegler het werk van Leroi-Gourhan weer onder de aandacht gebracht, door in zijn filosofie Leroi-Gourhan een centrale plaats te geven.